# 瑟卢
瑟卢（法語：Celoux，法語發音：[səlu]）是法国康塔尔省的一个市镇，位于该省东部，属于圣弗卢尔区。

## 地理
瑟卢（45°8'42"N, 3°15'51"E）面积9.62 平方千米，位于法国奥弗涅-罗讷-阿尔卑斯大区康塔爾省，该省份为法国中南部省份，位于法國中央高原中心，北起科雷兹省、上盧瓦爾省和多姆山省，西接洛特省和科雷兹省，南至阿韦龙省和洛特省，东临上盧瓦爾省和洛泽尔省。
与瑟卢接壤的市镇（或旧市镇、城区）包括：拉沙佩勒洛朗、拉斯蒂克、拉雅德、圣蓬西、阿利、梅克尔。

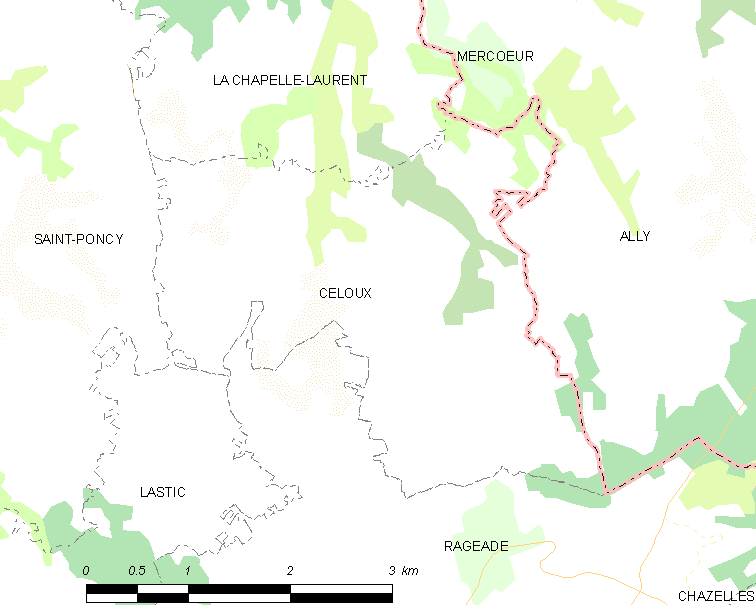
瑟卢的OSM定位图

瑟卢的时区为UTC+01:00、UTC+02:00（夏令时）。

## 行政
瑟卢的邮政编码为15500，INSEE市镇编码为15032。

## 政治
瑟卢所属的省级选区为特吕耶尔河畔讷韦格利斯县。

## 人口

1962-2008年间瑟卢人口变化图示

瑟卢于2022年1月1日时的人口数量为58人。